# Vlajka Mazovského vojvodství

Vlajka Mazovského vojvodství
Poměr stran: 5:8

Vlajka Mazovského vojvodství, jednoho z vojvodství v Polsku, je tvořena červeným listem o poměru stran 5:8. U žerďového okraje je bílá orlice ze znaku vojvodství.

## Historie
8. června 2005 byla rozhodnutím Sejmiku Mazovského vojvodství (obdoba krajského zastupitelstva v Česku) č.80/2005 přijata vlajka vojvodství. Oproti současné vlajce měla orlice jinou grafickou podobu a byla umístěna uprostřed vlajkového listu.

Vlajka Mazovského vojvodství (2002–2006) Poměr stran: 5:8

Po kritice Polské heraldické komise na vzhled piastovské orlice byly rozhodnutím sejmiku č. 90 a 91/2006 ze dne 29. května 2006 zavedeny nové symboly vojvodství, s účinností od 3. srpna 2006.

## Vlajky okresů Mazovského vojvodství
Mazovské vojvodství se člení na 5 městských a 37 zemských okresů (polsky Powiat).
Městské okresy

Ostrolenka Poměr stran: 3:5
Płock Poměr stran: 5:8
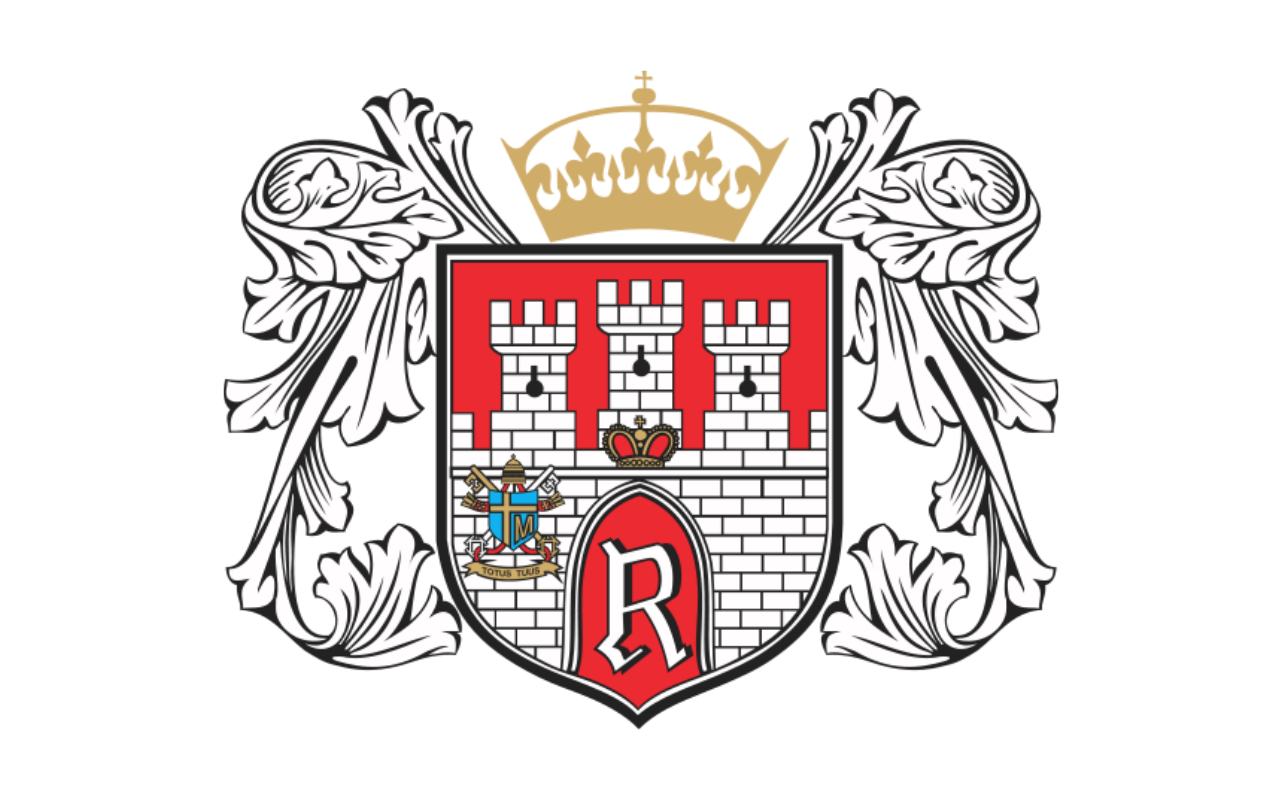
Radom Poměr stran: 5:8
Siedlce Poměr stran: 2:5
Varšava Poměr stran: 5:8

Zemské okresy

Okres Białobrzegi Poměr stran: 5:8
Okres Ciechanów Poměr stran: 5:8
Okres Garwolin Poměr stran: 5:8
Okres Gostynin Poměr stran: 5:8
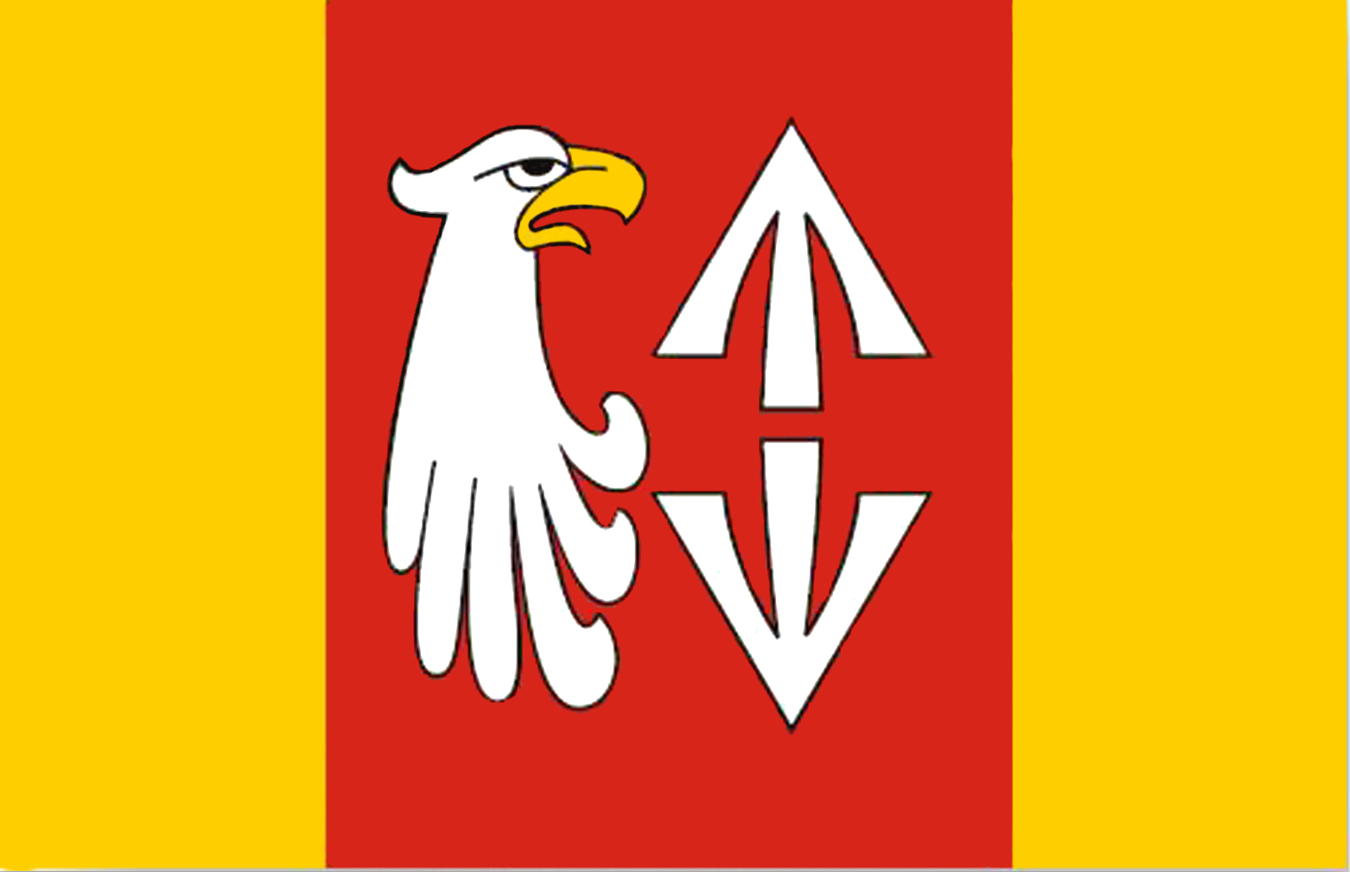
Okres Grodzisk Mazowiecki Poměr stran: 5:8
Okres Grójec Poměr stran: 5:8
Okres Kozienice Poměr stran: 5:8
Okres Legionowo Poměr stran: 5:8
Okres Lipsko Poměr stran: 5:8
Okres Łosice Poměr stran: 5:8
Okres Maków Poměr stran: 5:8
Okres Mińsk Poměr stran: 5:8
Okres Mława Poměr stran: 5:8
Okres Nowy Dwór Poměr stran: 5:8
Okres Ostrolenka Poměr stran: 5:8
Okres Ostrów Mazowiecka Poměr stran: 5:8
Okres Otwock Poměr stran: 5:8
Okres Piaseczno Poměr stran: 5:8
Okres Płock Poměr stran: 5:8
Okres Płońsk Poměr stran: 5:8
Okres Pruszków Poměr stran: 5:8
Okres Przasnysz Poměr stran: 5:8
Okres Przysucha Poměr stran: 5:8
Okres Pułtusk Poměr stran: 5:8
Okres Radom Poměr stran: 5:8
Okres Siedlce Poměr stran: 5:8
Okres Sierpc Poměr stran: 5:8
Okres Sochaczew Poměr stran: 5:8
Okres Sokołów Poměr stran: 5:8
Okres Szydłowiec Poměr stran: 5:8
Okres Varšava západ Poměr stran: 5:8
Okres Węgrów Poměr stran: 5:8
Okres Wołomin Poměr stran: 5:8
Okres Wyszków Poměr stran: 5:8
Okres Zwoleń Poměr stran: 5:8
Okres Żuromin Poměr stran: 5:8
Okres Żyrardów Poměr stran: 5:8